# Black Sails in the Sunset
Black Sails In The Sunset è l'album del 1999 della band punk rock AFI. Questo è il quarto album studio della band, il primo insieme al chitarrista Jade Puget, attuale membro della band.

## Tracce
1. Strength Through Wounding – 1:33
2. Porphyria Cutanea Tarda – 2:07
3. Exsanguination – 2:48
4. Malleus Maleficarum – 4:01
5. Narrative Of Soul Against Soul – 2:29
6. Clove Smoke Catharsis – 4:38
7. The Prayer Position – 3:27
8. No Poetic Device – 2:16
9. Weathered Tome – 2:12
10. The Last Kiss – 3:02
11. At A Glance – 4:00
12. God Called In Sick Today – 3:21

## Formazione
- Davey Havok – voce
- Jade Puget – chitarra, voce secondaria
- Hunter Burgan – basso, voce secondaria
- Adam Carson – batteria, voce secondaria